# 赵承禧
赵承禧（？—？），字宗吉，晉寧（今山西臨汾）人，元末明初政治人物。

## 生平
天历三年（1330年）三甲進士及第，授翰林編修。曾官御史。至元二年奉敕撰成《憲臺通紀》二十四卷。累官河間太守。好作詩，《全宋诗》卷3768錄有其詩。